# グルバンドゥルディ・ベゲンジョフ
グルバンドゥルディ・ベゲンジョフ（ロシア語: Гурбандурды Бегенджов Gurbandurdy Begenjov、1956年 - ）は、トルクメニスタンの政治家、軍人、チェキスト。少将（兵卒に降等）。元国防相。

## 経歴
マル州出身。トルクメン人。1978年、トルクメン農業大学を卒業。1978年からバイラマル獣医専門学校の講師として働く。
1981年～1985年、コムソモール・バイラマル市委員会第二書記、後に第一書記。1985年3月～9月、トルクメニスタン・コムソモール中央委員会労農青年課主任。1985年から国家保安機関。
2001年6月まで国家保安委員会副議長/軍事防諜局長。2001年6月～2002年、国防相。国防相就任後、「軍の必要性を知るには最良の信頼できる手段」として、サパルムラト・ニヤゾフにより、2ヶ月間部隊実習に送られた。
2002年春、「業務における重大なミス、営利目的における職務上の地位の利用」に対して逮捕、兵卒に降等され、農村地への強制移住10年を言い渡された。